# Mortorio
La Isla de Mortorio (en italiano: Isola di Mortorio) es una isla situada al noreste de Cerdeña, que forma parte del Archipiélago de La Magdalena en el país europeo de Italia. Formada por granito posee una costa muy accidentada con un área de 0,6 km². Alcanzando una altura máxima de 77 metros sobre el nivel del mar. La soberanía municipal en la isla es reclamada por los municipios de Arzachena y La Maddalena, a pesar de que la creación del Parque Nacional de La Maddalena ha aplacado la controversia.